# Juan Carlos Pastor
Juan Carlos Pastor Gómez (* 18. Mai 1968 in Valladolid/Spanien) ist ein spanischer Handballtrainer.

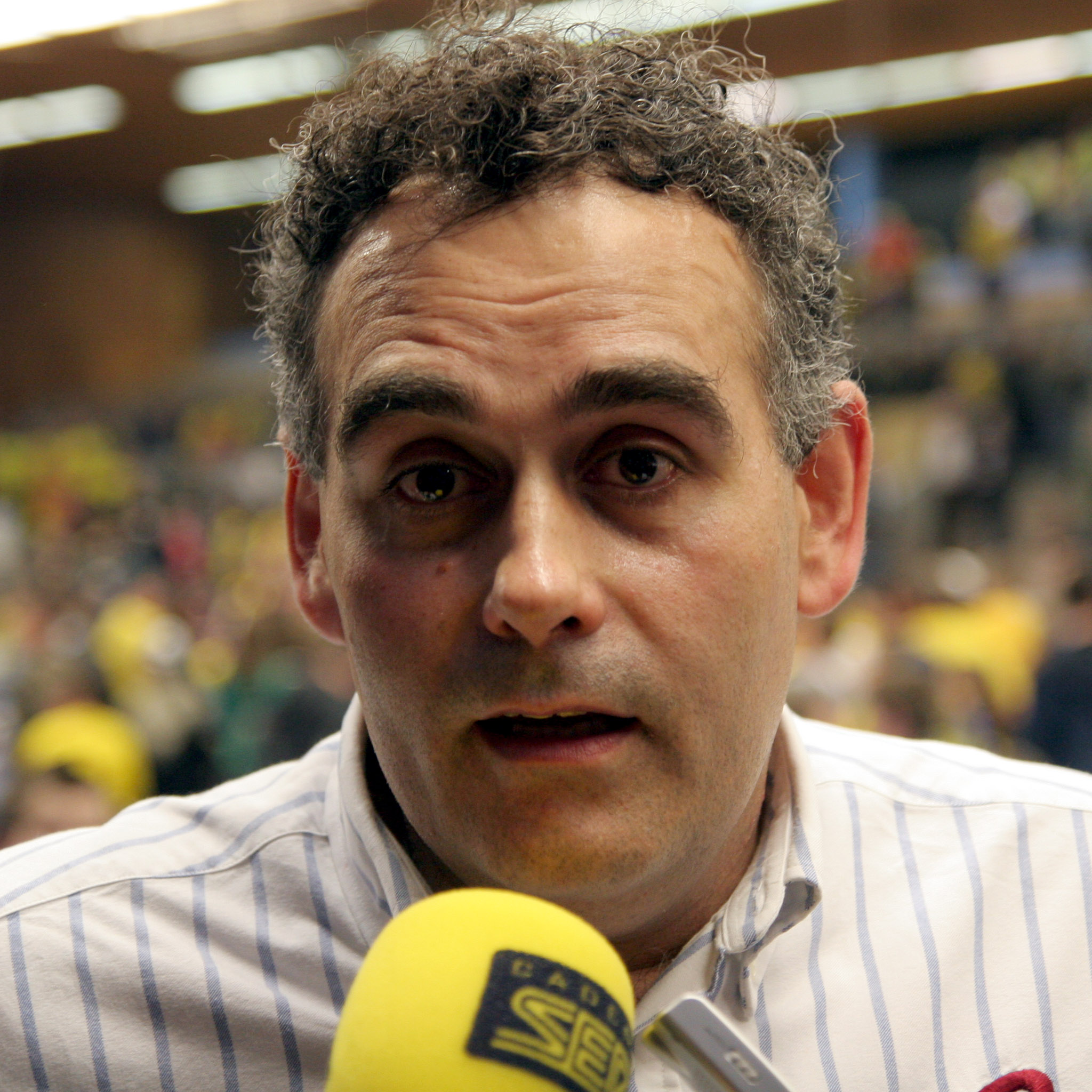
Juan Carlos Pastor im Interview (2008)

## Vereinsmannschaften
Ab 1995 war Pastor Trainer der spanischen Mannschaft von BM Valladolid. Mit dem Verein gewann er 2005 und 2006 den Copa del Rey de Balonmano und 2003 den Copa ASOBAL. Im Finale der EHF Champions Trophy 2003 verlor seine Mannschaft gegen den FC Barcelona. Im Europapokal der Pokalsieger scheiterte Valladolid im Finale 2004 gegen SDC San Antonio und 2006 gegen Medwedi Tschechow. 2009 stand seine Mannschaft erneut im Finale des Europapokals der Pokalsieger, das Valladolid gegen die HSG Nordhorn gewann.
Im Sommer 2013 übernahm er den ungarischen Verein Pick Szeged. In der Saison 2013/14 unterlag er sowohl im ungarischen Pokalfinale als auch im Meisterschaftsfinale dem Serienmeister KC Veszprém. Im EHF Europa Pokal 2013/14 gewann er den Titel. 2018, 2021 und 2022 gewann Szeged unter seiner Leitung die ungarische Meisterschaft. Nach der Saison 2022/23 verließ er Szeged; seinen bis 2024 laufenden Vertrag in Szeged lösten er und der Verein vorzeitig auf. Er übernahm das Training der ägyptischen Männer-Nationalmannschaft. Zum Juni 2025 trat er von diesem Amt zurück.

## Nationalmannschaften
Neben seiner Tätigkeit in Valladolid war Pastor von Dezember 2004 bis Sommer 2008 Trainer der spanischen Nationalmannschaft der Männer. Mit Spanien wurde er bei der Weltmeisterschaft 2005 in Tunesien Weltmeister und bei der Europameisterschaft 2006 in der Schweiz Zweiter. Bei den Olympischen Spielen 2008 holte sein Team die Bronzemedaille.
Er übernahm im März 2023 als Nachfolger von Roberto García das Training der ägyptischen Nationalmannschaft bis zu den Olympischen Spielen 2024, der Vertrag wurde dann um ein Jahr verlängert. Im April 2025 wurde Pastors Abschied bekanntgegeben.